# Sabrina: La mia vita segreta
Sabrina: La mia vita segreta (Sabrina's Secret Life) è la seconda serie animata di Sabrina preceduta dal film Sabrina - Amiche per sempre.

## Trama
Le streghe istitutrici Hilda e Zelda, assieme al gatto Salem, lavorano incessantemente al perfezionamento delle arti magiche di Sabrina. Eppure in questa serie quest'ultima non è la sola nel suo liceo ad occuparsi di magia perché un'altra compagna appena arrivata, Cassandra, sta studiando per diventare una maga nella stessa speciale Accademia segreta.
La tranquilla comunità di Greendale sarà sconvolta dalle mille situazioni in cui le 2 apprendiste si troveranno faccia a faccia.
Sebbene tale serie succeda la precedente, le vicende narrate sono ambientate agli esordi dell'adolescenza di Sabrina e i suoi poteri magici sono ancora deboli. Per poter lanciare un incantesimo quest'ultima è costretta a far uso di una bacchetta magica, mentre dall'età di sedici anni (come visto nella serie televisiva) le basterà un semplice schiocco di dita.

## Personaggi
- Sabrina Spellman, protagonista della serie animata, mezza strega che si è trasferita dall'Altro Regno con le zie per apprendere sia le arti magiche che le discipline dei mortali nella città di Greendale; doppiata da Alessandra Karpoff.
- Hilda Spellman, zia di Sabrina; doppiata da Renata Bertolas.
- Zelda Spellman, zia di Sabrina; doppiata da Sonia Mazza.
- Salem Saberhagen, ex-stregone trasformato in un gatto; mentore magico di Sabrina e professore di Storia della Magia; porta il nome della città famosa per il processo alle streghe del 1692; doppiato da Luca Bottale.
- Maritza, migliore amica di Sabrina; doppiata da Monica Bonetto.
- Cassandra, nipote di Enchantra, strega dell'Altro Regno trasferitasi a Greendale ed amica/nemica di Sabrina; doppiata da Donatella Fanfani.
- Harvey Kinkle, migliore amico di Sabrina, anche se conteso per amore tra quest'ultima e Cassandra; doppiato da Davide Garbolino.
- Enchantra, regina dell'Altro Regno e zia di Cassandra; doppiata da Elda Olivieri.
- Professoressa Magrooney, professoressa di Magia e della Greendale High School; doppiata da Elisabetta Cesone.
- Professor Snipe, professore di Magia e della Greendale High School; doppiato da Mario Scarabelli.
- Tiffany, migliore amica di Cassandra.
- Margaux, seconda migliore amica di Cassandra; doppiata da Laura Brambilla.
- Mefista, coniglio magico di Cassandra.
- Rex, compagno di classe di Sabrina; doppiato da Patrizia Mottola.
- Olivia, ex-amica di Cassandra nell'Altro Regno.

## Episodi
| Nº USA | Nº ITA | Titolo italiano                     | Titolo inglese        | Prima TV USA     | Prima TV Italia |
| ------ | ------ | ----------------------------------- | --------------------- | ---------------- | --------------- |
| 1      | 2      | Serata danzante                     | At the Hop            | 11 novembre 2003 | 23 marzo 2004   |
| 2      | 3      | Competizione                        | School Spirit         | 11 novembre 2003 | 24 marzo 2004   |
| 3      | 5      | Schiavo per magia                   | I'm a Slave for Who?  | 17 novembre 2003 | 26 marzo 2004   |
| 4      | 6      | Rimandare                           | Putting Off           | 18 novembre 2003 | 29 marzo 2004   |
| 5      | 16     | Voci di corridoio                   | Just a Rumor          | 24 novembre 2003 | 12 aprile 2004  |
| 6      | 12     | Il mostro dagli occhi verdi         | Green Eyed Monster    | 25 novembre 2003 | 7 aprile 2004   |
| 7      | 13     | Capelli ribelli                     | Lather, Rinse, Repent | 1º dicembre 2003 | 6 aprile 2004   |
| 8      | 15     | Che starnuti                        | J'achoo               | 2 dicembre 2003  | 9 aprile 2004   |
| 9      | 1      | Sogni ad occhi aperti               | Living her Dreams     | 8 dicembre 2003  | 22 marzo 2004   |
| 10     | 4      | La cocca del prof.                  | Teacher's Pet         | 9 dicembre 2003  | 25 marzo 2004   |
| 11     | 17     | Un cucciolo mostruoso               | Pet Peeve             | 15 dicembre 2003 | 13 aprile 2004  |
| 12     | 11     | Invisibili                          | Half There            | 16 dicembre 2003 | 5 aprile 2004   |
| 13     | 7      | Incantesimi d'amore                 | Matchmaker Sabrina    | 22 dicembre 2003 | 30 marzo 2004   |
| 14     | 8      | I sosia                             | Sabrina: Part 2       | 22 dicembre 2003 | 31 marzo 2004   |
| 15     | 9      | Torneo annuale di magia             | Spell-ing Bee         | 29 dicembre 2003 | 1º aprile 2004  |
| 16     | 18     | Smania di vincere                   | Best of Show          | 30 dicembre 2003 | 14 aprile 2004  |
| 17     | 14     | Dieta ferrea                        | Food 'Tude            | 5 gennaio 2004   | 8 aprile 2004   |
| 18     | 10     | Magica giovinezza                   | Baby Makes Three      | 6 gennaio 2004   | 2 aprile 2004   |
| 19     | 19     | Si guarda ma non si tocca           | Hot Item              | 12 gennaio 2004  | 15 aprile 2004  |
| 20     | 20     | Troppi soprannomi                   | What's in a Name?     | 13 gennaio 2004  | 16 aprile 2004  |
| 21     | 22     | Il concorso canoro                  | Greendale Idol        | 19 gennaio 2004  | 20 aprile 2004  |
| 22     | 26     | Viaggi nel tempo                    | Time Flies            | 20 gennaio 2004  | 26 aprile 2004  |
| 23     | 21     | Il mondo dentro lo specchio         | Here's Looking at You | 26 gennaio 2004  | 19 aprile 2004  |
| 24     | 24     | Non dire gatto                      | Cat Man Do            | 27 gennaio 2004  | 22 aprile 2004  |
| 25     | 25     | Magia e inquinamento                | Witchycology          | 2 febbraio 2004  | 23 aprile 2004  |
| 26     | 23     | Incubo di una notte di mezza estate | Midsummer's Nightmare | 3 febbraio 2004  | 21 aprile 2004  |